# Lake Clarke Shores
Lake Clarke Shores és una població dels Estats Units a l'estat de Florida. Segons el cens del 2000 tenia 3.451 habitants.

## Demografia
Segons el cens del 2000, Lake Clarke Shores tenia 3.451 habitants, 1.407 habitatges, i 1.029 famílies. La densitat de població era de 1.359,6 habitants/km².
Dels 1.407 habitatges en un 25,2% hi vivien nens de menys de 18 anys, en un 62,5% hi vivien parelles casades, en un 8% dones solteres, i en un 26,8% no eren unitats familiars. En el 21% dels habitatges hi vivien persones soles el 8,5% de les quals corresponia a persones de 65 anys o més que vivien soles. El nombre mitjà de persones vivint en cada habitatge era de 2,45 i el nombre mitjà de persones que vivien en cada família era de 2,82.
Per edats la població es repartia de la següent manera: un 18,8% tenia menys de 18 anys, un 5,9% entre 18 i 24, un 27,1% entre 25 i 44, un 29,6% de 45 a 60 i un 18,5% 65 anys o més.
L'edat mediana era de 44 anys. Per cada 100 dones de 18 o més anys hi havia 95,3 homes.
La renda mediana per habitatge era de 61.328 $ i la renda mediana per família de 71.641 $. Els homes tenien una renda mediana de 48.000 $ mentre que les dones 33.774 $. La renda per capita de la població era de 31.526 $. Entorn del 2,3% de les famílies i el 4% de la població estaven per davall del llindar de pobresa.

## Poblacions properes
El següent diagrama mostra les poblacions més properes.